# Fortnite Battle Royale
Fortnite Battle Royale (hay cuộc  chiến  hoàng tộc [ hay còn  được  gọi  với  cái  tên là  : battle royale]  )   là một trò chơi video trực tuyến battle royale miễn phí được phát triển và phát hành bởi Epic Games. Đây là một trò chơi đồng hành với Fortnite: Save the World, một trò chơi sinh tồn hợp tác với các yếu tố xây dựng. Nó ban đầu được phát hành trong lần truy cập sớm vào ngày 26 tháng 9 năm 2017, dành cho Microsoft Windows, macOS, PlayStation 4 và Xbox One, sau đó là các phiên bản cho iOS, Android và Nintendo Switch vào năm sau.
Khái niệm của trò chơi tương tự như các trò chơi trước đây thuộc thể loại: 100 người chơi nhảy dù xuống một hòn đảo và nhặt rác để tự bảo vệ mình khỏi những người chơi khác. Người chơi có thể chiến đấu một mình (Solo), với một người chơi bổ sung (Duos) hoặc với một nhóm tối đa ba người khác (Biệt đội). Khi trận đấu diễn ra, khu vực có thể chơi trong đảo dần dần co lại, khiến người chơi ngày càng ít chỗ để làm việc. Người chơi hoặc đội cuối cùng còn sống thắng trận đấu. Sự khác biệt chính so với những người khác trong thể loại này là các yếu tố xây dựng của trò chơi, có thể mang lại lợi thế dựa trên mức độ kỹ năng và mức độ sử dụng. Battle Royale sử dụng cách tiếp cận theo mùa với các trận chiến để giới thiệu nội dung tùy biến nhân vật mới trong trò chơi, cũng như các sự kiện giới hạn thời gian, một số trong đó tương ứng với các thay đổi trên bản đồ trò chơi. Kể từ khi phát hành lần đầu, một số chế độ trò chơi khác đã được giới thiệu, bao gồm "Sân chơi", phần nào đóng vai trò là chế độ đào tạo.
Ý tưởng cho Battle Royale nảy sinh sau khi phát hành PlayerUn Unknown's Battlegrounds, một trò chơi battle royale tương tự rất thành công, nhưng được ghi nhận vì những sai sót kỹ thuật. Ban đầu được phát hành như một phần của phiên bản truy cập sớm của Save the World, Epic sau đó đã chuyển trò chơi sang mô hình chơi miễn phí được tài trợ bởi các giao dịch vi mô. Sau khi nổi tiếng, Epic chia tay nhóm phát triển, với một người tập trung vào Battle Royale và nhóm kia vào Save the World.
Battle Royale nhận được đánh giá tích cực từ các nhà phê bình, những người ca ngợi đường cong học tập, lối chơi, phong cách nghệ thuật và hệ thống tiến bộ của nó, nhưng lưu ý sự tương đồng của nó với các trò chơi trước trong thể loại này. Trò chơi nhanh chóng nổi tiếng sau khi phát hành, cuối cùng vượt qua Battlegrounds về tổng doanh thu và doanh thu của người chơi. Đến tháng 3 năm 2019, trò chơi đã được chơi bởi hơn 250 triệu người và đã tạo ra hơn 2 tỷ đô la trên toàn thế giới. Trò chơi đã trở thành một hiện tượng văn hóa, với sự quảng bá thông qua các phương tiện truyền thông xã hội và một số người nổi tiếng, bao gồm Ninja, Marshmello và Drake, góp phần vào sự phổ biến của trò chơi, đạt được lượng người xem cao kỷ lục trên các trang web phát trực tuyến trong quá trình này.